# Krzysztof Mielżyński
Krzysztof Ignacy Mielżyński herbu Nowina (ur. 1670, zm. 6 stycznia 1721 w Pawłowicach) – kasztelan przemęcki (1717-1721), senator I Rzeczypospolitej (1717-1721), starosta kcyński (1693), dziedzic Rąbinia i Pawłowic, kolator kościoła Najświętszej Maryi Panny Śnieżnej w Pawłowicach.
Jest uważany za założyciela pawłowickiej linii rodu Mielżyńskich. W 1700 (wychodząc naprzeciw woli ojca) sprzedał część Pawłowic macosze Katarzynie.
Jego żoną była Anna Gorzycka, córka Andrzeja. Miał z nią czworo dzieci: Andrzeja (1698-1771), Teofilę, Teresę i Stanisława Karola Benedykta (ur. 1705).
Został pochowany 18 lutego 1721 w kościele franciszkańskim w Woźnikach.